# Grave
Grave este o comună și o localitate în provincia Brabantul de Nord, Țările de Jos.

## Localități
Escharen, Gassel, Grave, Velp.